# Річка негідників
«Річка негідників» — іспансько-італійсько-французький вестерн 1971 року, знятий режисером Еухеніо Мартіном, з Лі Ван Кліфом і Джиною Лоллобриджидою у головних ролях.

## Сюжет
Революціонер Монтеро відводить дружину у грабіжника Роя Кінга. Проте, суперники об'єднуються, щоб вкрасти у мексиканського уряду мільйон доларів.

## У ролях
- Лі Ван Кліф: Рой Кінг
- Джина Лоллобриджида: Алісія Кінг
- Джеймс Мейсон: Монтеро
- Сімон Андреу: Анхель Сантос
- Джанні Гарко: Ед Пейс
- Діана Лоріс: Долорес
- Серхіо Фантоні: полковник Енріке Ф'єрро
- Альдо Самбрель: Каналес
- Джесс Хан: Том Оді
- Даніель Мартін: Фальсо Монтеро
- Луїс Рівера: Ороско
- Лоне Флемінг: Кончіта
- Едуардо Фахардо: генерал Дуарте
- Хосе Мануель Мартін: мексиканський солдат

## Знімальна група
- Режисер: Еухеніо Мартін
- Сценаристи: Еухеніо Мартін, Філіп Йордан
- Оператор: Алехандро Уллоа
- Композитори: Вальдо де лос Ріос, Джон Філд
- Художник: Хосе Луїс Галісія
- Продюсери: Бернард Гордон, Ірвінг Лернер